# 99 Problems
99 Problems è un singolo del rapper statunitense Jay-Z, terzo estratto dal suo album di inediti The Black Album e pubblicato il 27 aprile 2004. Il ritornello "I got 99 problems, but a bitch ain't one" è un'interpolazione estratta dalla canzone del collega Ice-T "99 Problems", dall'album Home Invasion (1993).
Il testo della canzone è un'invettiva contro i detrattori del rap e il razzismo della polizia statunitense. Il brano ha raggiunto la posizione numero 30 della classifica Billboard Hot 100.

## Produzione
La traccia è stata prodotta da Rick Rubin, che a Jay-Z ha fornito elementi strumentali hard rock. Durante la creazione della canzone, Rubin ha inserito campionamenti sonori degli anni ottanta, in particolare di brani come "The Big Beat" di Billy Squier, "Long Red" dei Mountain e "Get Me Back On Time" di Wilson Pickett. Lo stesso fill di batteria di Squier era stato campionato anche dal rapper inglese Dizzee Rascal, nel suo singolo del 2003 "Fix Up, Look Sharp".

## Origini del testo
Sia il titolo che il pre-ritornello sono derivati dal brano omonimo del rapper Ice-T, dal suo album del 1993 Home Invasion, che presentava come ospite Brother Marquis del gruppo rap di  Miami 2 Live Crew. La canzone originale era più esplicita e trattava di conquiste sessuali. Il pre-ritornello fu coniato dagli autori durante una loro conversazione in fase di registrazione. Marquis usò l'espressione anche nel brano del 1996 2 Live Crew "Table Dance". Ice-T usò le nuove parti vocali e strumentali di Rubin nell'album dei Body Count Manslaughter del 2014, con l'obiettivo dichiarato di rivendicare il testo originale, erroneamente attribuito a Jay-Z.

## Analisi
La seconda strofa trae ispirazione da reali vicende personali di Jay-Z, avvenute nel New Jersey negli anni novanta. Il rapper dichiarò di essere stato scoperto dalla polizia locale nel 1994, accusato di trasferimento di alcune partite di cocaina nel suo attico. Dopo il suo rifiuto di far vedere la sua auto agli agenti, questi tentarono di risolvere la questione con cani antidroga, che però non scoprirono nulla e lo lasciarono andare via. Durante una discussione al Celeste Bartos Forum alla New York Public Library, Jay-Z sostenne che la seconda strofa era un ritratto in musica del controverso modo di agire e pensare di alcuni agenti della polizia nordamericana.
Nel 2011 Caleb Mason, docente della Southwestern Law School, pubblicò un'interpretazione accurata della seconda strofa del brano, e davanti ai suoi allievi lo considerò un esempio lampante di descrizione dei comportamenti arbitrari delle forze dell'ordine statunitensi.

## Accoglienza
La canzone è stata inserita alla posizione numero 14 della lista di Pitchfork Media delle 500 migliori canzoni degli anni 2000, e nell'ottobre 2011 la rivista inglese NME l'ha inserita alla posizione numero 24 della sua lista delle "150 migliori canzoni degli ultimi 15 anni".
Il brano ha ricevuto un Grammy Award come migliore canzone rap solista.

## Video musicale
Il video per la canzone è stato pubblicato nell'aprile 2004 e diretto da Mark Romanek, ed è una breve descrizione autobiografica della vita del rapper. In origine la regia del video doveva essere affidata a Quentin Tarantino.

## Altre versioni
- Nel 2004, pochi mesi dopo la pubblicazione del singolo, il gruppo nu metal statunitense Linkin Park ne inserì le parti vocali in un triplo mashup con le parti strumentali dei loro brani One Step Closer e Points of Authority (dal loro album di debutto Hybrid Theory), intitolato Points of Authority/99 Problems/One Step Closer. Il brano appare nella lista tracce del loro EP collaborativo Collision Course, pubblicato il 30 novembre dello stesso anno.

## Lista tracce

### 99 Problems/My 1st Song
A-Side
1. 99 Problems (Clean)
2. 99 Problems (Main)
3. 99 Problems (Instrumental)

B-Side
1. My 1st Song (Clean)
2. My 1st Song (Main)
3. My 1st Song (Instrumental)

### 99 Problems/Dirt Off Your Shoulder, Pt. 1
1. 99 Problems
2. Dirt Off Your Shoulder

### 99 Problems/Dirt Off Your Shoulder, Pt. 2
1. 99 Problems
2. Dirt Off Your Shoulder
3. 99 Problems (Video)
4. Dirt Off Your Shoulder (Video)

### 99 Problems/Dirt Off Your Shoulder, Vinyl
A-Side
1. 99 Problems
2. 99 Problems (Clean)

B-Side
1. Dirt Off Your Shoulder
2. Dirt Off Your Shoulder (Clean)

## Classifiche
| Classifica (2004) | Posizione massima |
| ----------------- | ----------------- |
| Germania          | 67                |
| Irlanda           | 23                |
| Regno Unito       | 12                |
| Stati Uniti       | 30                |